# 武氏英書

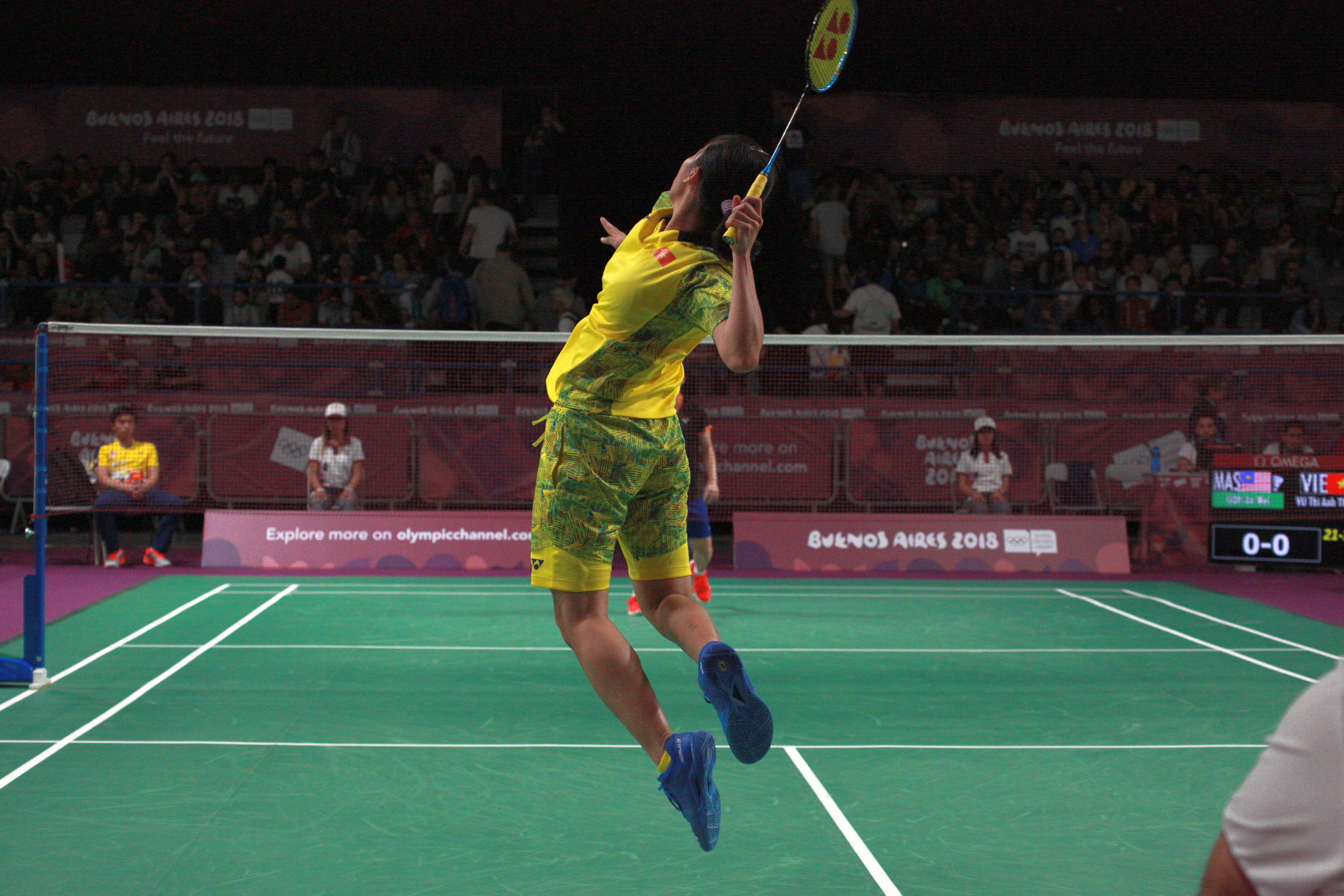
武氏英書起跳進攻

武氏英書（越南语：／，2001年7月16日—），或譯武氏英舒，越南女子羽毛球運動員。2018年青奧混團銀牌、2021東南亞運動會女團銅牌得主。

## 簡歷
武氏英書10歲開始接觸業餘羽毛球訓練，12歲時被胡志明市羽球教練看中而前往該地接受正規訓練，由於父母希望她能兼顧課業，因此每天七小時上學，課後訓練二至三小時。2018年，武氏英書在塞浦路斯青年羽毛球錦標賽獲得女單亞軍，使她獲得參加2018年夏季青年奧林匹克運動會羽毛球比賽機會，最終代表混合國家贏得混合團體銀牌。
2022年5月，武氏英書在東運會羽毛球女子團體比賽八強賽出戰第四點女子單打並取勝，助越南以3比1擊敗馬來西亞晉級四強，最終越南獲得女團銅牌。6月，在克羅地亞公開賽女單決賽以21－9、16－21、21－14擊敗香港選手馬子雪，獲得國際賽生涯首冠。其後，她在法國新亞奎丹未來系列賽獲得生涯第二冠，並在9月舉行的越南公開賽闖入八強。

## 主要比賽成績
只列出曾進入準決賽的國際賽事成績：
| 年份   | 賽事                           | 公開賽級別 | 項目     | 成績   |
| ------ | ------------------------------ | ---------- | -------- | ------ |
| 2018年 | 夏季青年奧林匹克運動會羽球比賽 | 其他       | 混合團體 | 銀牌   |
| 2022年 | 東南亞運動會羽毛球比賽         | 其他       | 女子團體 | 銅牌   |
| 2022年 | 克羅地亞羽毛球公開賽           | 未來系列賽 | 女子單打 | 冠軍   |
| 2022年 | 新亞奎丹羽毛球未來系列賽       | 未來系列賽 | 女子單打 | 冠軍   |
| 2022年 | 拉脫維亞羽毛球國際賽           | 未來系列賽 | 女子單打 | 準決賽 |
| 2023年 | 越南羽毛球國際系列賽           | 國際系列賽 | 女子單打 | 準決賽 |

| 2018-2026年 | 總決賽 | 超級1000賽 | 超級750賽 | 超級500賽 | 超級300賽 | 超級100賽 | 國際挑戰賽 | 國際系列賽 | 未來系列賽 | 其他 |

## 外部連結
- 武氏英書在世界羽球聯盟的登錄資料